# 妹尾幹
妹尾 幹（せのお かん、1905年（明治38年）7月29日 - 1969年（昭和44年）8月13日）は、日本の教育者。東京音楽学校教授（現：東京藝術大学・音楽学部）を務めた後、旧制山口高等学校（山口大学経済学部の前身）・島根大学教授、岡山大学助教授、北海道大学、神奈川大学教授となる。岡山県高梁市出身。

## 経歴

### 生い立ち
1905年（明治38年）、岡山県上房郡高梁町（現：高梁市）の妹尾善平の子として生まれる。旧制岡山県立高梁中学（現：岡山県立高梁高等学校）を経て、1923年（大正12年）旧制松江高等学校文科乙類に進学、1926年（大正15年）、同校を卒業し、東京帝国大学文学部独文学科へ進学した。1930年（昭和4年）3月に同大学を卒業した。卒業後、妹尾はドイツ語の教諭となる。

### 教員時代
妹尾は、東京音楽学校教授（現：東京藝術大学・音楽学部）となり、15年間、東京音楽学校のドイツ語教務主任教授を務めた後に、1946年（昭和21年）には、旧制山口高等学校教授となる。1951年（昭和26年）には、母校である新制島根大学（旧制松江高等学校）の教授となり、一旦岡山へ帰郷した際に、1955年（昭和30年）に岡山大学法文学部助教授となる。その後、1957年（昭和32年）直ぐに北海道大学文学部教授となり。1962年には、神奈川大学教授となる。
日本各地を転々と異動してきた妹尾であったが、神奈川大学の教授となった後は、一貫して亡くなるまで神奈川大学へ所属した。1969年（昭和44年）8月13日、64歳で死去。